# Vườn quốc gia Alberto de Agostini
Vườn quốc gia Alberto de Agostini (tiếng Tây Ban Nha phát âm:  [alβerto ðe aɣostini]) là một vườn quốc gia nằm ở Chile, một phần của nó nằm trên đảo Tierra del Fuego. Nó có diện tích 14.600 km² (5.637 dặm vuông) và bao gồm các phần của dãy núi Cordillera Darwin. Vườn quốc gia này được đặt theo tên của Alberto Maria De Agostini, một nhà truyền giáo người Ý đã đến thám hiểm khu vực này. Các đặc trưng chủ yếu của vườn quốc gia bao gồm các sông băng, vịnh hẹp dốc, cùng các đảo như: Gordon, Cook, Londonderry và một phần của đảo Hoste (không bao gồm bán đảo Hardy và các đảo khác).

## Lịch sử
Khu vực từng là nơi được Charles Darwin viếng thăm. Với những cảnh quan vô cùng ngoạn mục và đẹp như tranh vẽ như vịnh hẹp Agostini, Darwin Sound.
Vườn quốc gia Alberto de Agostini cùng vườn quốc gia Cabo de Hornos đã được chỉ định một khu dự trữ sinh quyển thế giới của UNESCO vào năm 2005, với tên gọi chung là Khu dự trữ sinh quyển Cabo de Hornos.

## Địa lý

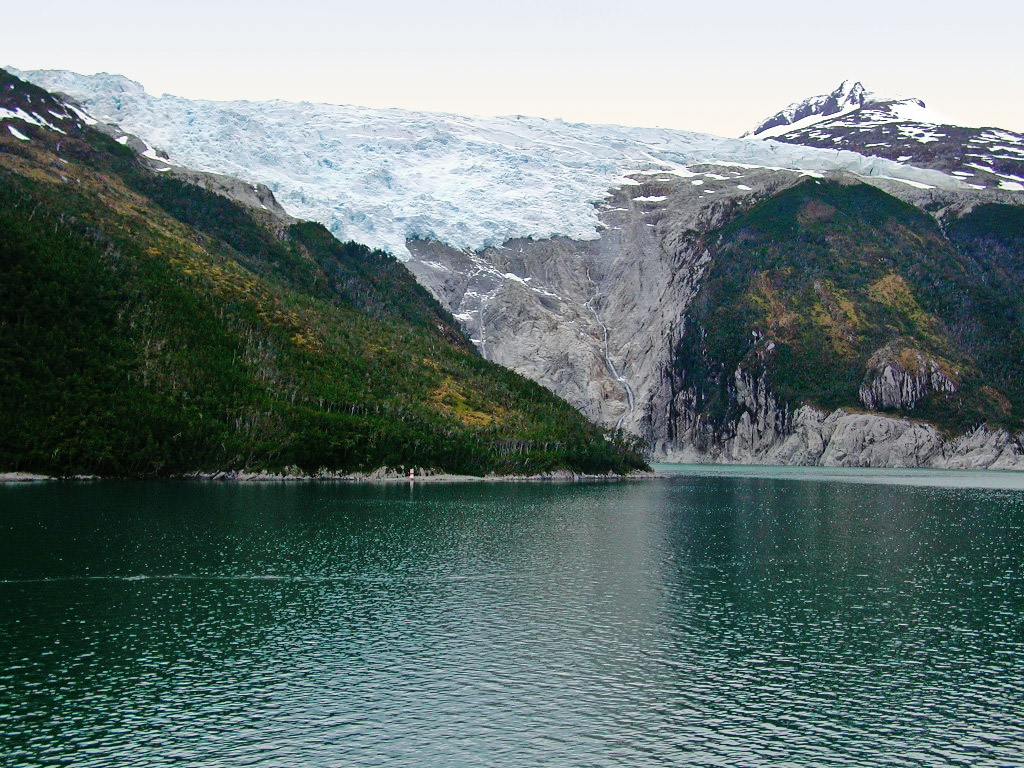
Sông băng Romanche

Bờ biển của vườn quốc gia bao gồm các fio (vịnh hẹp) khắc sâu vào trong đất liền. Trung tâm của vườn quốc gia là dãy núi Cordillera Darwin có các sườn núi dốc đứng xuống biển. Vượt cao hơn cả trong dãy núi là các đỉnh Darwin và Sarmiento. Các sông băng che phủ các thung lũng được cũng như các cao nguyên nhỏ. Khí hậu tại đây là khí hậu đại dương cận địa cực.

## Địa chất
Phần lớn cảnh quan của vườn quốc gia do các sông băng hình thành nên. Sông băng lớn nhất tại đây là Marinelli, đang ở trạng thái thoái lui kể từ năm 2008. Một trong những phần đẹp nhất của vườn quốc gia là Seno Pia, một vũng trong eo biển Beagle. Ngoài ra, rất nhiều các sông băng khác cũng tạo thành cảnh quan vô cùng ngoạn muc như: España, Romanche, Alemania (còn gọi là Roncagli), Italia, Francia và Holanda.

## Động thực vật

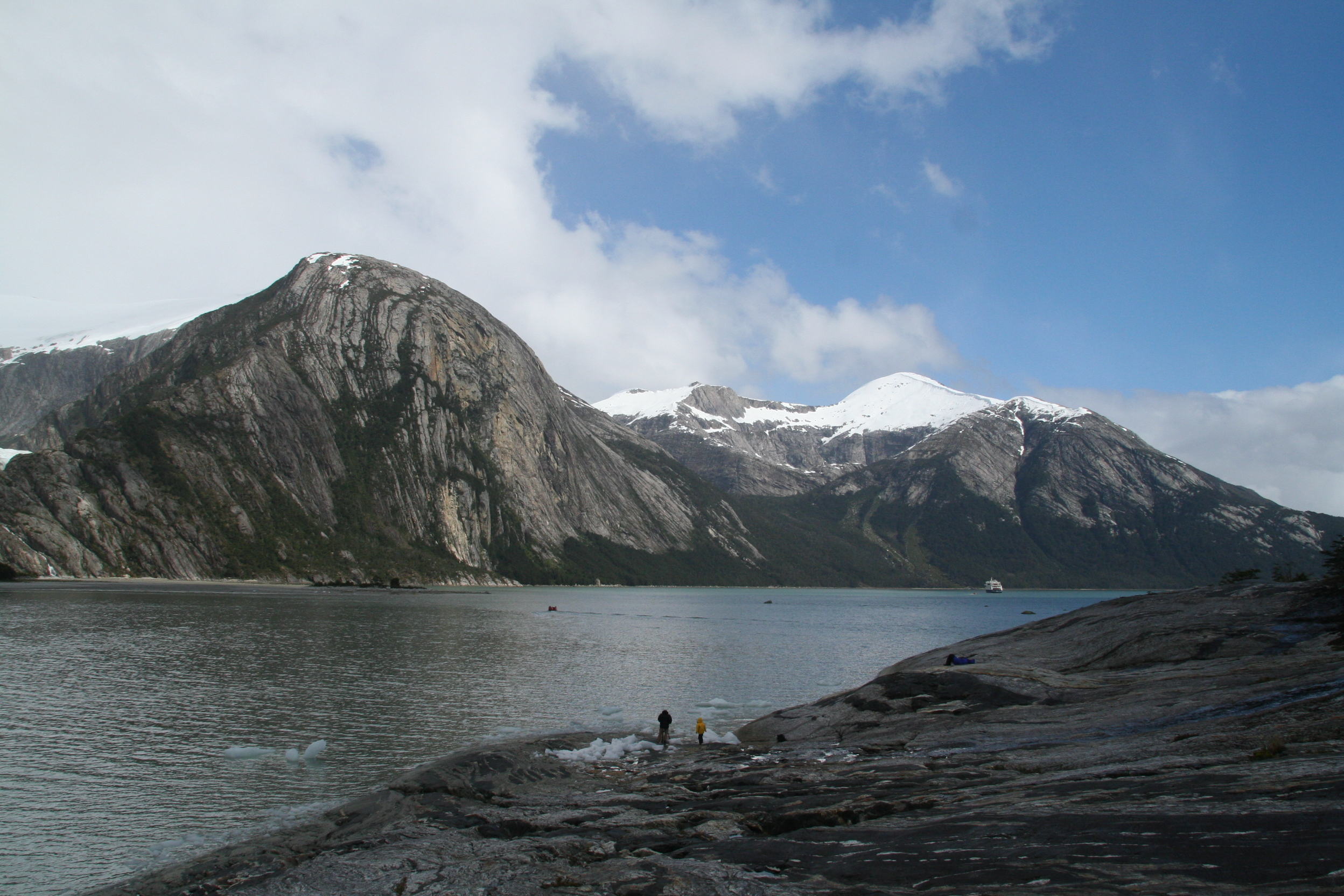
Seno Pía

Vườn quốc gia là một phần của khu rừng ở vùng sinh thái cận địa cực Magellan. Hệ sinh thái ven biển ban sơ này là nơi có nhiều loài cây như Sồi Magallan và Canelo.
Động vật hoang dã bao gồm Rái cá biển, Sư tử biển Nam Mỹ và hải cẩu voi phương Nam.